# Łazów (Basses-Carpates)
Pour les articles homonymes, voir Łazów.
Łazów est une localité polonaise de la gmina de Krzeszów, située dans le powiat de Nisko en voïvodie des Basses-Carpates.